# Постоянен арбитражен съд
Постоянният арбитражен съд (на английски: Permanent Court of Arbitration) е създаден на Първата мирна конференция в Хага (1899 г.) със седалище в Хага. Той предлага широк обхват от услуги за решаване на спорове между държави и между държави и частни лица, както и за решаване на спорове, по които са страна междуправителствени организации. Неговите услуги включват арбитраж, помиряване, комитети за откриване на факти и посредничество.
Още на първата Хагска мирна конференция се създава Постоянен арбитражен съд, чието съществуване се препотвърждава и изменя незначително с Конвенцията от 1907 г. седалище на така създадения Постоянен арбитражен съд е Хага. Съдът разполага с международно бюро, което служи за секретариат на съда, а също така пази архивите и изпълнява всички административни функции. Съгласно член 49 Международното бюро се ръководи и надзирава от Постоянен административен съвет, който се състои от акредитираните в Хага дипломатически представители на страните. Функциите на председател на съвета изпълнява министърът на външните работи на Нидерландия. Съветът решава всички административни въпроси, изработва правилник за вътрешния ред, назначава и уволнява служители в бюрото. Арбитрите се вписват в нарочен списък. Съветът работи при кворум от девет члена, решенията се вземат с мнозинство. За приетите правилници съветът съобщава на страните по Конвенцията и всяка година представя отчет за дейностите на съда, за административната работа и разходите.
Всяка държава посочва най-малко четири лица с призната компетентност по въпросите на международното право. Лицата, включени в списъка се съобщават на всички договарящи държави, арбитрите се назначават за срок от шест години, като мандатът им може да бъде подновяван.
Когато държавите решават да се отнесат до съда за решаване на спор, те избират арбитрите, образуващи съда, въз основа на общия списък. Ако не се постигне споразумение, всяка държава определя двама арбитри, от които само един може да бъде неин поданик. Тези арбитри избират свръх арбитър. Ако не се избере по този начин свръх арбитър, се прибягва до услугите на трета държава и накрая до теглене на жребий. С така провеждания се избор се конституира съставът на арбитражния съд, на който се поверява отсъждането по спора.